# Tinja-Riikka Korpela
Tinja-Riikka Tellervo Korpela (* 5. Mai 1986 in Oulu) ist eine finnische Fußballtorhüterin. Seit dem 28. Juli 2025 ist sie Vertragsspielerin des FC Honka Espoo. Seit 2007 ist sie für die A-Nationalmannschaft aktiv, deren Spielführerin sie gegenwärtig ist.

## Karriere

### Vereine
Korpela begann mit sechs Jahren in der Fußballabteilung des in ihren Geburtsort ansässigen Sportvereins OLS mit dem Fußballspielen. Über den SC Raisio, einem im Vorort von Turku ansässigen Sportverein, für den sie von 2004 bis 2005 spielte, wechselte sie zum Erstligisten FC Honka Espoo, mit dem sie als Spielführerin 2006, 2007 und 2008 die Meisterschaft und 2007 und 2008 den Ligapokal gewann. Nach drei Spielzeiten wechselte sie nach Norwegen zum Erstligisten Kolbotn IL, für den sie in zwei Spielzeiten 43 von 44 Ligaspiele bestritt und beide Male mit ihm als Drittplatzierter die Saison beendete. Anschließend wechselte sie zum Ligakonkurrenten Lillestrøm SK Kvinner, für den sie in zwei Spielzeiten 40 Ligaspiele bestritt.
Im Dezember 2013 verließ sie Norwegen und wechselte zum schwedischen Erstligisten Tyresö FF, für den sie vier Spiele bestritt. Aufgrund der Insolvenz des Vereins verpflichtete sie der FC Bayern München, bei dem sie am 25. Juni 2014 einen bis zum 30. Juni 2016 gültigen Vertrag erhielt. In der Bundesliga debütierte sie am 31. August 2014 (1. Spieltag) beim 1:1-Unentschieden im Heimspiel gegen den 1. FFC Frankfurt. 2015 und 2016 wurde sie mit den Münchnerinnen Deutscher Meister. Auf ihren Wunsch und im Einvernehmen des Vereins wurde ihr Vertrag zum Jahresende 2017 aufgelöst; damit verließ sie den FC Bayern München nach knapp dreieinhalb Jahren. Sie wurde vor dem letzten Hinrundenspiel am 17. Dezember 2017 vor dem Heimspiel gegen den 1. FFC Frankfurt verabschiedet. Anfang 2018 unterschrieb Korpela beim norwegischen Erstligisten Vålerenga Oslo einen Einjahresvertrag, für den sie am 24. März 2018 (1. Spieltag) bei der 0:5-Niederlage im Heimspiel gegen Lillestrøm SK Kvinner debütierte. Von 2019 bis 2021 stand sie beim englischen Erstligisten FC Everton unter Vertrag, seit Juli 2021 bei Tottenham Hotspur.
Im Juli 2024 wechselte sie zu Servette FC Chênois Féminin, bei dem sie einen Einjahresvertrag mit Option erhielt. Am 28. Juli 2025 wurde ihre Rückkehr zu ihrem ersten Seniorinnenverein auf der Website des FC Honka Espoo öffentlich. Für die laufende und die kommende Spielzeit 2026 wurde sie an den Verein vertraglich gebunden.

### Nationalmannschaft
Nachdem Korpela bereits Länderspiele für die U17-Nationalmannschaft bestritten hatte, nahm sie 2005 an der vom 20. bis 31. Juli in Ungarn ausgetragenen U19-Europameisterschaft und erstmals an der vom 17. August bis 3. September 2006 in Russland ausgetragenen U20-Weltmeisterschaft teil. Bei dieser absolvierte sie alle drei Gruppenspiele und schied mit der Mannschaft ohne Punktgewinn und einem Torverhältnis von 1:12 aus dem Turnier aus. Am 7. März 2007 debütierte sie in Faro in der A-Nationalmannschaft die im Gruppenspiel – im Turnier um den Algarve-Cup – gegen die Auswahl Schwedens mit 0:3 verlor. Bei der EM 2009 in ihrer Heimat stand sie in zwei Gruppenspielen und im Viertelfinale im Tor, das mit 2:3 gegen England verloren wurde.
In der Qualifikation für die WM 2011 hatte sie fünf Einsätze. Durch eine 1:3-Heimniederlage gegen Italien im vorletzten Spiel, bei der sie im Tor stand, verpassten die Finninnen die Play-offs der Gruppensieger. Erfolgreicher verlief die Qualifikation für die EM 2013, bei der sie fünfmal eingesetzt wurde. Als Gruppensiegerinnen erreichten die Finninnen die Endrunde, bei der sie Kapitänin ihrer Mannschaft war und in zwei von drei Gruppenspielen eingesetzt wurde, nach denen die EM für sie beendet war. Danach konnten sich die Finninnen erst im Februar 2021 wieder für eine Endrunde qualifizieren. Korpela kam dabei in allen acht Qualifikationsspielen zum Einsatz, verpasste dabei keine Minute und blieb sechsmal ohne Gegentor.
Zuvor war sie bei der Qualifikation für die EM 2017 mit ihrer Mannschaft als einziger Teilnehmer von 2013 gescheitert. Sie war dabei sechsmal eingesetzt worden. Auch in den dazwischen liegenden WM-Qualifikationen scheiterte sie zweimal mit ihrer Mannschaft. Dabei hatte sie in der Qualifikation für die WM 2015 sieben Einsätze. In der Qualifikation für die WM 2019 kam sie in allen sechs Spielen zum Einsatz.
Am 21. Oktober 2021 bestritt sie beim 3:0-Sieg gegen Georgien im Rahmen der Qualifikation für die WM 2023 ihr 100. Länderspiel.

## Erfolge

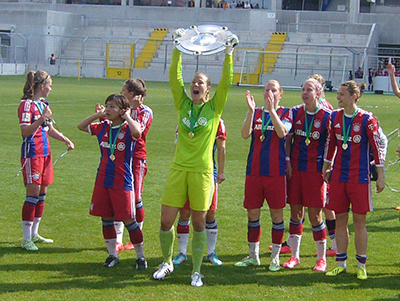
Korpela
mit der Meisterschale am 10. Mai 2015

- Finnischer Meister 2006, 2007, 2008 (mit dem FC Honka Espoo)
- Finnischer Ligapokalsieger 2007, 2008 (mit dem FC Honka Espoo)
- Deutscher Meister 2015, 2016 (mit dem FC Bayern München)
- Italienischer Meister 2024

## Auszeichnungen
Korpela erhielt vom finnischen Fußballverband 2013, 2014, 2015 und 2016 die Auszeichnung zur Fußballerin des Jahres in Finnland.